# Merge Records
Merge Records es un sello discográfico independiente basado en Durham, Carolina del Norte. Fue fundado en 1989 por Laura Ballance y Mac McCaughan. Surgió como una forma de publicar música de su banda Superchunk, así como discos creados por sus amigos.  Desde ese entonces se ha expandido hasta incluir artistas de todo el mundo, publicando álbumes que han alcanzado los primeros lugares en las listas de popularidad de Billboard.

## Historia
Después de lanzar únicamente sencillos y casetes, en 1992 Merge Records publicó su primer disco de larga duración, la colección de sencillos Tossing Seeds de Superchunk.
El primer álbum del sello en alcanzar la lista Billboard 200 fue el debut de la banda canadiense Arcade Fire lanzado en el 2004, las subsecuentes producciones de la banda, Neon bible y The Suburbs alcanzaron el número 2 y el número 1 respectivamente en la lista de Billboard, otorgándole al sello sus lanzamientos mejor recibidos por la crítica y el público. 
Otros notables álbumes publicados por el sello incluyen Ga ga ga ga ga de Spoon, Volume One y Volume Two de She & Him, In the aeroplane over the sea de Neutral Milk Hotel y 69 Love songs de The Magnetic Fields, entre otros.
En septiembre del 2009 fue publicado Our Noise: The Story of Merge Records, un libro que narra la historia del sello.

## Artistas
- The 6ths
- The 3Ds
- American Music Club
- Arcade Fire
- Lou Barlow
- Beatnik Filmstars
- Breadwinner
- The Broken West
- Richard Buckner
- Paul Burch
- Butterglory
- Buzzcocks
- Camera Obscura
- Caribou
- The Clean
- The Clientele
- Crooked Fingers
- Dan Bejar
- Destroyer
- Dinosaur Jr
- East River Pipe
- Matt Elliott
- The Essex Green
- The Extra Lens
- Future Bible Heroes
- Ganger
- Guv'ner
- Annie Hayden
- Honor Role
- Imperial Teen
- The Karl Hendricks Trio
- David Kilgour
- The Ladybug Transistor
- Lambchop
- Let's Wrestle
- The Love Language
- The Mad Scene
- The Magnetic Fields
- The Mountain Goats
- The Music Tapes
- Neutral Milk Hotel
- Oakley Hall
- Conor Oberst
- Conor Oberst & The Mystic Valley Band
- Pipe
- Robert Pollard
- Polvo
- Portastatic
- Pram
- Pure
- Radar Bros.
- The Rock*A*Teens
- The Rosebuds
- Tom Scharpling
- Seaweed
- Shark Quest
- She & Him
- Shout Out Louds
- Spaceheads
- Esperanza Spalding
- Spent
- Spoon
- Ashley Stove
- Matt Suggs
- Superchunk
- Teenage Fanclub
- Tenement Halls
- The Third Eye Foundation
- Times New Viking
- Tracey Thorn
- Verbena
- Versus
- M. Ward
- White Whale
- Wye Oak